# Championnat du monde de Superbike 1994
Navigation
Championnat 1993 Championnat 1995
Le Championnat du monde de Superbike 1994 est la 7e édition du Championnat du monde de Superbike.

La saison a débuté le 2 mai et s'est terminée le 30 octobre après 11 manches.
Carl Fogarty a remporté le titre pilote grâce à ses 11 victoires et Ducati le titre constructeur.

## Système de points
| Position | 1  | 2  | 3  | 4  | 5  | 6  | 7 | 8 | 9 | 10 | 11 | 12 | 13 | 14 | 15 |
| Points   | 20 | 17 | 15 | 13 | 11 | 10 | 9 | 8 | 7 | 6  | 5  | 4  | 3  | 2  | 1  |

## Calendrier
| Nb | Date         | Pays       | Circuit        | Course 1      | Course 2          | Rapport |
| -- | ------------ | ---------- | -------------- | ------------- | ----------------- | ------- |
| 1  | 2 mai        | GBR        | Donington      | Carl Fogarty  | Scott Russell     | Rapport |
| 2  | 8 mai        | Allemagne  | Hockenheim     | Scott Russell | Scott Russell     | Rapport |
| 3  | 29 mai       | San Marino | Misano         | Scott Russell | Giancarlo Falappa | Rapport |
| 4  | 19 juin      | Espagne    | Albacete       | Carl Fogarty  | Carl Fogarty      | Rapport |
| 5  | 17 juillet   | Autriche   | Österreichring | Carl Fogarty  | Carl Fogarty      | Rapport |
| 6  | 21 août      | Indonésie  | Sentul         | Jamie Whitham | Carl Fogarty      | Rapport |
| 7  | 28 août      | JPN        | Sugo           | Scott Russell | Scott Russell     | Rapport |
| 8  | 11 septembre | Pays-Bas   | Assen          | Carl Fogarty  | Carl Fogarty      | Rapport |
| 9  | 25 septembre | Italie     | Mugello        | Scott Russell | Carl Fogarty      | Rapport |
| 10 | 2 octobre    | GBR        | Donington      | Carl Fogarty  | Scott Russell     | Rapport |
| 11 | 30 octobre   | AUS        | Phillip Island | Carl Fogarty  | Anthony Gobert    | Rapport |

## Classements

### Pilotes
| Pos | Pilote               | Constructeur | Points | Victoires |
| --- | -------------------- | ------------ | ------ | --------- |
| 1   | Carl Fogarty         | Ducati       | 305    | 11        |
| 2   | Scott Russell        | Kawasaki     | 280    | 8         |
| 3   | Aaron Slight         | Honda        | 277    | 0         |
| 4   | Doug Polen           | Honda        | 158    | 0         |
| 5   | Simon Crafar         | Honda        | 153    | 0         |
| 6   | Andreas Meklau       | Ducati       | 148    | 0         |
| 7   | Jamie Whitham        | Ducati       | 129    | 1         |
| 8   | Piergiorgio Bontempi | Kawasaki     | 117    | 0         |
| 9   | Fabrizio Pirovano    | Ducati       | 111    | 0         |
| 10  | Terry Rymer          | Kawasaki     | 106    | 0         |
| 11  | Troy Corser          | Ducati       | 90     | 0         |
| 12  | Mauro Lucchiari      | Yamaha       | 79     | 0         |
| 13  | Paolo Casoli         | Yamaha       | 79     | 0         |
| 14  | Stéphane Mertens     | Ducati       | 75     | 0         |
| 15  | Giancarlo Falappa    | Ducati       | 74     | 1         |
| 16  | Brian Morrison       | Honda        | 56     | 0         |
| 17  | Anthony Gobert       | Honda        | 53     | 1         |
| 18  | Valerio Destefanis   | Ducati       | 45     | 0         |
| 19  | Adrien Morillas      | Kawasaki     | 44     | 0         |
| 20  | Jochen Schmid        | Kawasaki     | 40     | 0         |
| 21  | Massimo Meregalli    | Yamaha       | 30     | 0         |
| 22  | Serafino Foti        | Ducati       | 29     | 0         |
|     | Jean-Yves Mounier    | Ducati       | 29     | 0         |
| 24  | Keiichi Kitagawa     | Kawasaki     | 26     | 0         |
|     | Yasutomo Nagai       | Yamaha       | 26     | 0         |
| 26  | Mauro Moroni         | Kawasaki     | 25     | 0         |
| 27  | Wataru Yoshikawa     | Yamaha       | 24     | 0         |
| 28  | Alan Carter          | Ducati       | 23     | 0         |
| 29  | Kirk McCarthy        | Honda        | 21     | 0         |
| 30  | Christer Lindholm    | Yamaha       | 20     | 0         |
| 31  | Takuma Aoki          | Honda        | 17     | 0         |
|     | Shawn Giles          | Ducati       | 17     | 0         |
| 33  | Rob Phillis          | Kawasaki     | 16     | 0         |
|     | Edwin Weibel         | Ducati       | 16     | 0         |
| 35  | Alex Vieira          | Honda        | 14     | 0         |
| 36  | Carlos Cardús        | Ducati       | 11     | 0         |
| 37  | Gianmaria Liverani   | Honda        | 9      | 0         |
|     | Mat Mladin           | Kawasaki     | 9      | 0         |
|     | Michael Rutter       | Ducati       | 9      | 0         |
| 40  | Udo Mark             | Ducati       | 8      | 0         |
|     | Jeffrey de Vries     | Yamaha       | 8      | 0         |

### Constructeurs
| Pos | Constructeur | Pts |
| --- | ------------ | --- |
| 1   | Ducati       | 403 |
| 2   | Kawasaki     | 348 |
| 3   | Honda        | 313 |
| 4   | Yamaha       | 145 |
| 5   | Suzuki       | 12  |